# Sabí (jurista)
Sabí (en llatí Sabinus) va ser un jurista romà de rang consular que va viure en temps d'Elagàbal.
L'emperador el va fer matar per un centurió per haver-se quedat a la ciutat, però el militar, que era sord, va comprendre malament l'ordre i el va fer únicament sortir de la ciutat. Ulpià va comentar una obra seva segons Lampridi. Aquest autor també diu que era consiliarii (conseller) d'Alexandre Sever un "Fabi Sabí, fill de l'il·lustre Sabí", que seria aquest personatge, probablement un destacat jurista.